# Розорення Чорнух
Розорення Чорнух у 1658 році — воєнна операція військ Московського царства восени 1658 року під час московсько-української війни 1658—1659 років.
Один із епізодів московсько-української війни 1658—1659 років, коли московські війська захопили, пограбували і спалили сотенне містечко Чорнухи Лубенського полку.

## Початок війни
13 червня московське військо на чолі з Григорієм Ромодановським виступає з Білгорода в Україну.
26 червня московське військо підійшло до містечка Веприк. Відповіддю на московську агресію стала масова мобілізація козацького війська 29 червня гетьман Іван Виговський надислає в полки універсали із наказом «збиратися з усіма людьми», а також — зміцнювати обороноздатність міст і містечок. Окрім того, гетьман послав за допомогою до кримського хана.
Фактично активні бойові дії розпочалися тільки наприкінці літа 1658 року (до цього тривали переговори між українською та московськими сторонами). 23 серпня московський гарнізон Києва відбиває штурм козацького війська на чолі з братом гетьмана Данилом Виговським. Сам гетьман в цей час з основним військом виступає у похід на Лівобережжя. Московське військо тим часом повернулося на територію Московської держави.
Тим часом козацькі підрозділі накопичуються на кордоні з Московським царством, а на території нинішньої Білорусі козацькі загони починають бойові дії проти московських підрозділів. після стояння на кордоні, Іван Виговський розпускає основне військо, чим скористалася московська сторона.
20 жовтня московське військо біля Охтирки переходить українсько-московський кордон, а наступного року захоплює містечко Говтва.
23 жовтня одну із московських частин було розбито козаками Миргородського полку під Сорочинцями, проте московитам за підтримки антигетьманської опозиції вдалося захопити місто Миргород. Після цього багато козаків Миргородського полку, які були налаштовані проти Івана Виговського, починають переходити на сторону Григорія Ромодановського.
Козаки Лубенського полку навпаки, вирішили оборонятися, але побачивши чисельну перевагу ворога, залишили місто порожнім. Розлючені московські вояки спалили порожнє місто і пограбували Мгарський монастир. Від Лубен московське військо рушило до Пирятина, де відбувся бій з козацькими підрозділами
Із Пирятина Григорій Ромодановський послав полк піхоти для захоплення містечка Чорнухи, що лежало за 40 км від Пирятина на шляху до Лохвиці. Для захоплення міста було направлено полк піхоти(чисельність тогочасного московського піхотного полку — 1500—2000 чол.) на чолі з представником козацької антигетьманської опозиції Іваном Донцем.

## Захоплення Чорнух московськими військами
Тогочасні джерела вкрай скупо повідомляють нам про захоплення Чорнух московськими військами.
В одному із джерел зазначено, що у жовтні 1658 року Чорнухи були спалені «за верность Виговскому войсками князя Ромодановского», а іншому, що полк московської піхоти пограбував Чорнухи, «злупивши до голого тіла всіх тамтешніх людей» (Літопис Самійла Величка, с.235).
Відповідно до цих свідчень стає зрозуміло, що в листопаді 1658 року Чорнухи були захоплені московськими військами і почасти спалені. Місцеве населення було пограбоване.
Із джерел неясно чи був штурм міста. Якщо й був, то шансів витримати облогу у жителів Чорнух було небагато, оскільки багато козаків полягло під час військових кампаній Хмельниччини. Окрім того, достеменно невідомо чи перебували чорнуські козаки вдома, чи була у якомусь поході. Не виключено також той факт, що можливо чорнушани заздалегідь покинули містечко, знаючи про нерівні сили, як це наприклад зробили жителі Лубен. Тоді наприкінці жовтня лубенські козаки і місцеві жителі на чолі з полковником Павлом Швецем відмовилися визнавати московський протекторат і просто залишили ворогу знелюднене місто.
Московські вояки, заставши порожні Лубни, почали «город и двори жечь и до конца разорять». Не виключено, що чорнухинці взяли собі на озброєння приклад лубенців.

## Подальші дії московських військ в регіоні
На час захоплення Чорнух основне московське військо стояло у Пирятині, козацьке — у Варві. Григорій Ромодановський спробував вибити із Варви Григорія Гуляницького, однак штурм міста закінчився невдало. 2 грудня 1658 року на допомогу козакам Гуляницького прийшла татарська орда. Унаслідок спільної атаки разом із татарами, московське військо було відкинуте до Лохвиці, де почало накопичувати сили.
12 січня до Лохвиці із численними військами прибули московські князі Семен Пожарський, С. Львов, Ф. Куракін. У той же день до міста із своїм загоном мав прибути Іван Іскра, який виступив на стороні московського уряду. Проте поблизу села Піски його загін вступив у бій проти козаків Чигиринського полку і татар. Загін Іскри було повністю знищено, а сам ватажок наклав головою.
Наприкінці січня на допомогу Гуляницькому підійшло козацьке військо на чолі з Юрієм Немиричем. 29 січня козаки на чолі з Юрієм Немиричем розбили під Лохвицею загін московської кінноти і заблокували московську армію в місті. На цей момент Чорнухи вже були звільнені від московитів. Чи московські підрозділи покинули місто, чи їх було звідти вибито — невідомо. Відомо, що 29 січня у місті вже був гетьман Іван Виговський, звідки козацько-татарське військо рушило на Лохвицю.
Проте унаслідок невдалої облоги Зінькова, успіхи армії Немирича були зведені нанівець. Основне військо гетьмана повернулося на Правобережжя.
Московське військо скориставшись відступом козаків Немирича, який наприкінці лютого передислокував свої своє військо до Зінькова на допомогу гетьману Івану Виговському, вирушило на Конотоп, захопивши і зруйнувавши на своєму шляху містечко Срібне.

## Рекомендована література
- Бульвінський А. Г. Українсько-Російські взаємини 1657—1659 рр. в умовах цивілізаційного розмежування на Сході Європи / НАН України. Державна установа «Інститут всесвітньої історії» — К.: Парламентське видавництво, 2008. — 744 с.